# Geoffrey Bayldon
Geoffrey Bayldon (ur. 7 stycznia 1924 w Leeds, w Anglii, zm. 10 maja 2017) – brytyjski aktor.

## Filmografia
- Moja rodzinka (2010) jako Joe
- Na sygnale (2006) jako Simpson Wilf
- Heartbeat (2004) jako Percy Gilbert
- Lawendowe wzgórze (2004) jako pan Penhaligan
- Never Mind (1994) jako Ron
- Opowieści z Narnii: Książę Kaspian (1989) jako Ramandu
- Dziesiąty człowiek (1988) jako starszy urzędnik
- Madame Sousatzka (1988) jako pan Cordle
- Jeremiah i Geoffrey W Poszukiwaniu Skarbu (1985) jako Geoffrey Bazyl
- Snajper Hugh (1983) jako gen. Hinchcliff
- The Monster Club (1980) jako psychiatra
- Charleston (1977) jako wujek Fred
- The Slipper and the Rose: The Story of Cinderella (1976) jako arcybiskup
- Różowa Pantera kontratakuje (1976) jako dr Claude Duval
- Edward the King (1975) jako sir Henry Campbell-Bannerman
- Gawain and the Green Knight (1973) jako mędrzec
- Say Hello to Yesterday (1971) jako agent nieruchomości
- Danton (1970) jako Couthon
- Opowieść wigilijna (1970) jako właściciel sklepu z zabawkami
- Frankenstein musi zginąć (1969) jako lekarz policyjny
- Inspektor Closeau (1968) jako Gutch
- Nauczyciel z przedmieścia (1967) jako Theo Weston
- Casino Royale (1967) jako Q
- Life at the Top (1965) jako psycholog przemysłu
- Theatre 625 (1964 – 1968) jako Charles
- 55 dni w Pekinie (1963) jako Smythe
- An Age of Kings (1960) jako Edmund / York / Worcester / sędzia główny
- Libel (1959) jako fotograf

## Role głosowe
- Asterix podbija Amerykę (1995) jako Panoramix (głos, brytyjski dubbing)
- Asterix i Obelix kontra Cezar (1999)